# Toulon Métropole Var Handball
Toulon Saint-Cyr Var Handball eller Toulon Handball er en fransk håndboldklub for kvinder, hjemmehørende i Toulon i Frankrig. Klubben blev grundlagt i 2005 og har serbiske Stéphane Plantin som nuværende træner og spiller i Frankrigs bedste kvindelige håndboldrække, Championnat de France de Handball.

## Resultater
- Championnat de France:
  - Vinder: 2010

- Coupe de France:
  - Vinder: 2011, 2012

## Spillertruppen 2019-20
| Målvogter - 16 Léa Serdarević - 88 Hélène Falcon Venstre fløj - 06 Eden Julien - 11 Aliénor Surmely - 17 Siraba Dembélé Pavlović Højre fløj - 14 Chloé Bulleux - 73 Lidija Cvijić Stregspiller - 10 Hawa N'Diaye - 15 Laurisa Landre | Venstre Back - 07 Jessy Kramer - 30 Mariam Eradze Playmaker - 19 Laurène Catani - 24 Dounia Abdourahim Højre Back - 04 Marie-Paule Gnabouyou - 05 Charris Rozemalen |